# Stazione di Nagase
La stazione di Nagase (長瀬駅?, Nagase-eki) è una stazione ferroviaria situata nella città di Higashiōsaka, nella prefettura di Osaka, in Giappone, appartenente alle Ferrovie Kintetsu e servita dalla linea Kintetsu Ōsaka.

## Linee
Ferrovie Kintetsu
● Linea Kintetsu Ōsaka

## Aspetto
La stazione è realizzata in superficie, con due ingressi separati in base alla direzione di marcia. Sono presenti due binari laterali con due binari passanti.
| 1 | ■ Linea Kintetsu Ōsaka | per Yao, Kawachi-Kokubu, Yamato-Yagi, Ise-Shima e Kintetsu Nagoya |
| 2 | ■ Linea Kintetsu Ōsaka | per Fuse, Tsuruhashi e Ōsaka Uehommachi                           |

## Stazioni adiacenti
| «                    | Servizio               | »                    |
| Linea Kintetsu Osaka | Linea Kintetsu Osaka   | Linea Kintetsu Osaka |
| -------------------- | ---------------------- | -------------------- |
| Shuntokumichi        | Locale                 | Mito                 |
| Transito             | Semiespresso           | Transito             |
| Transito             | Semiespresso sezionale | Transito             |
| Transito             | Espresso               | Transito             |